# Sœurs du Christ à Gethsémani
Les sœurs du Christ à Gethsémani sont une congrégation religieuse féminine hospitalière de droit pontifical. 

## Histoire
En 1862, le Père Antoine Nicolle (1817-1890), lazariste, qui est responsable du sanctuaire de Notre Dame de Valfleury, fonde l'archiconfrérie de la Sainte Agonie pour honorer les souffrances du Christ durant son agonie au jardin des oliviers et prier pour les mourants. Elle développe aussi la dévotion au scapulaire rouge révélé le 26 juillet 1846 à une fille de la Charité, Apolline Andriveau et s'efforce de répandre le chapelet du chemin de croix. Cette œuvre est reconnue rapidement par le cardinal de Bonald, archevêque de Lyon, puis approuvée par Pie IX le 14 mars 1862, et confirmée en 1894 par Léon XIII.
Dans le même esprit, le Père Nicolle décide d'organiser une congrégation basée sur la spiritualité de l'Agonie du Christ à Gethsémani, et accepte l'invitation de Jean-Paul Lyonnet, archevêque d'Albi, de s'installer à Mazamet pour commencer l'œuvre. Le 21 juin 1868, Lyonnet remet l'habit religieux à Lucie-Antonia Berlier (1844-1889) et à ses premières compagnes, fondant la nouvelle famille religieuse. L'institut reçoit le décret de louange le 21 mars 1870et ses constitutions sont approuvées en 1934. En 1983, les sœurs de la sainte agonie changent de nom pour celui de sœurs du Christ à Gethsémani.

## Activités et diffusion
Les sœurs se dédient principalement aux soins à domicile des malades, en particulier les personnes les plus abandonnées et les plus marquées par la maladie ; les sœurs se consacrent également à d'autres formes d'apostolat comme l'enseignement et le catéchisme.
Les sœurs sont présentes en France et au Niger.
La maison-mère est à Rive-de-Gier.
En 2017, la congrégation comptait 39 religieuses dans 11 maisons.